# Лі Су Нам
У цьому корейському імені прізвище (Лі) стоїть перед особовим ім'ям.
Лі Су Нам (кор. 이수남, 2 лютого 1927, Сеул — 8 січня 1984) — південнокорейський футболіст, що грав на позиції нападника, зокрема, за «Клуб Армії Сеула», а також національну збірну Південної Кореї.

## Клубна кар'єра
У футболі відомий виступами за команду «Клуб Армії Сеула», кольори якої і захищав протягом усієї своєї кар'єри гравця. 
| Дата      | Місто   | Господарі      | Результат | Гості          | Турнір             | Голи | Примітки |
| --------- | ------- | -------------- | --------- | -------------- | ------------------ | ---- | -------- |
| 20-6-1954 | Женева  | Туреччина      | 7 – 0     | Південна Корея | ЧС 1954 - 1-й етап | -    |          |
| 18-2-1958 | Гонконг | Гонконг        | 3 – 2     | Південна Корея | товариський матч   | -    | 46'      |
| 28-5-1958 | Токіо   | Південна Корея | 5 – 0     | Іран           | Азійські ігри 1958 | 1    |          |
| 31-5-1958 | Токіо   | Південна Корея | 3 – 1     | Індія          | Азійські ігри 1958 | 1    |          |
| 1-6-1958  | Токіо   | Тайвань        | 3 – 2     | Південна Корея | Азійські ігри 1958 | 1    |          |
| Усього    |         | Матчів         | 5         |                | Голів              | 3    |          |

Помер 8 січня 1984 року на 57-му році життя.

## Титули і досягнення
- Володар Кубка Азії: 1956
- Срібний призер Азійських ігор: 1958